# Organoclorado
Un compuesto organoclorado, hidrocarburo clorado, clorocarburo o compuesto orgánico clorado es un compuesto químico orgánico, es decir, compuesto por un esqueleto de átomos de carbono, en el cual, algunos de los átomos de hidrógeno unidos al carbono, han sido reemplazados por átomos de cloro, unidos por enlaces covalentes al carbono.
Su amplia variedad estructural y las propiedades físicas divergentes conducen a una amplia gama de aplicaciones. Muchos derivados clorados son controvertidos debido a los efectos de estos compuestos en el medio ambiente y la salud humana y animal, siendo en general dañinos para los seres vivos, pudiendo llegar a ser cancerígenos. Muchos de ellos se emplean por su acción insecticida o pesticida; otros son subproductos de la industria.
Algunos ejemplos de organoclorados son: triclorometano CHCl3, tetracloruro de carbono CCl4, DDT o sucralosa.

## Propiedades físicas
Los átomos de cloro sustituyentes modifican las propiedades físicas de los compuestos orgánicos de diversas maneras. Suelen ser más denso que el agua, debido a la elevada masa atómica del cloro. Estos átomos de cloro inducen interacciones intermoleculares más fuertes que cuando poseen átomos de hidrógeno. El efecto se ilustra por la evolución de los puntos de ebullición: metano (-161,6 °C), cloruro de metilo (-24,2 °C), diclorometano (40 °C), cloroformo (61,2 °C), y tetracloruro de carbono (76,72 °C). El aumento de las interacciones intermoleculares se atribuye tanto a los efectos de las fuerzas de Van der Waals como a la mayor polaridad de los enlaces.

## Presencia en la naturaleza
Aunque son más raros que los compuestos orgánicos no-halogenados, muchos compuestos organoclorados han sido aislados de fuentes naturales que van desde las bacterias hasta los seres humanos. Los compuestos orgánicos clorados se encuentran en casi todas las clases de biomoléculas, incluyendo alcaloides, terpenos, aminoácidos, flavonoides, esteroides, y ácidos grasos. Los organoclorados, incluyendo las dioxinas, se producen en ambientes de alta temperatura como los incendios forestales. Las dioxinas se han encontrado en cenizas conservadas de incendios provocados por rayos anteriores a la producción de dioxinas sintéticas. Además, muchos hidrocarburos clorados simples como el diclorometano, cloroformo, y tetracloruro de carbono se han aislado a partir de algas marinas. La mayor parte del clorometano presente en el medio ambiente es producido naturalmente por descomposición de restos biológicos, incendios forestales y volcanes. El organoclorado natural epibatidina, un alcaloide aislado de ranas, tiene un potente efecto analgésico y ha estimulado la investigación de nuevos medicamentos para el dolor.

## Preparación

### A partir de cloro
Los alcanos y arilalcanos pueden ser tratados con cloro en condiciones libres de radicales, con luz UV. Sin embargo, el grado de cloración es difícil de controlar. Los cloruros de arilo pueden ser preparados mediante la halogenación de Friedel-Crafts, usando cloro y un ácido de Lewis como catalizador.
La reacción del haloformo, usando cloro e hidróxido de sodio, también es capaz de generar halogenuros de alquilo a partir de metilcetonas y compuestos relacionados. El cloroformo se produjo antiguamente de esta manera.
El cloro sufre reacciones de adición a los enlaces múltiples como en alquenos, alquinos y otros, dando a compuestos di, tri o tetra-clorados.

### Reacción con cloruro de hidrógeno
Los alquenos reaccionan con el cloruro de hidrógeno (HCl) para dar cloruros de alquilo. Por ejemplo, la producción industrial de cloroetano procede de la reacción del etileno con HCl:
H2C=CH2 + HCl → CH3CH2Cl
Los alcoholes secundarios y terciarios reaccionan con los reactivo de Lucas (cloruro de zinc) en ácido clorhídrico concentrado para obtener el haluro de alquilo correspondiente, por lo que esta reacción sirve como método para clasificar los alcoholes:

### Otros agentes de cloración
En el laboratorio, los cloruros de alquilo son más fáciles de preparar por reacción de alcoholes con cloruro de tionilo (SOCl2), tricloruro de fósforo (PCl3), o pentacloruro de fósforo (PCl5):
ROH + SOCl2 → RCl + SO2 + HCl
3 ROH + PCl3 → 3 RCl + H3PO3
ROH + PCl5 → RCl + POCl3
En el laboratorio, el uso de cloruro de tionilo es muy conveniente, ya que los subproductos son gaseosos.
Por otra parte, la reacción de Appel:

## Reacciones
Los cloruros de alquilo son bloques de construcción versátiles en química orgánica. Mientras que los bromuros y yoduros de alquilo son más reactivos, los cloruros de alquilo tienden a ser más baratos y fáciles de obtener. Los cloruros de alquilo experimentan fácilmente el ataque de nucleófilos.
- Calentando halogenuros de alquilo con hidróxido de sodio o agua se obtienen alcoholes.
- Las reacciones con alcóxidos o aróxidos producen éteres en la síntesis de éteres de Williamson
- La reacción con tioles dan tioéteres.
- Los cloruros de alquilo reaccionan fácilmente con aminas para dar aminas sustituidas.
- Los cloruros de alquilo son sustituidos por otros haluros más suaves como el yoduro en la reacción de Finkelstein.
- La reacción con otros pseudohaluros, como las azidas, cianuros y tiocianatos también son posibles.
- En presencia de una base fuerte, los cloruros de alquilo sufren deshidrohalogenación para dar alquenos o alquinos.
- Los cloruros de alquilo reaccionan con magnesio para dar reactivos de Grignard, transformando un compuesto electrofílico en un compuesto nucleófilo.
- La reacción de Wurtz acopla reductivamente los radicales de dos halogenuros de alquilo mientras el haluro se une con sodio.

## Aplicaciones

### Cloruro de vinilo
La mayor aplicación de los organoclorados en química es la producción de cloruro de vinilo. La producción anual en 1985 fue de alrededor de 18 millones de toneladas pasando en 2005 a más de 32 millones de toneladas, casi todos los cuales se convirtieron en cloruro de polivinilo (PVC).

### Clorometanos
La mayoría de los hidrocarburos clorados de bajo peso molecular como el cloroformo, diclorometano, dicloroeteno y tricloroetano son disolventes útiles. Estos disolventes tienden a ser relativamente no polares, por lo que son inmiscibles con el agua y eficaces en aplicaciones de limpieza, tales como desengrasado y limpieza en seco. Varios miles de millones de kilogramos de clorometanos se producen anualmente, principalmente mediante la cloración del metano: 
CH4  +  x Cl2  →   CH4-xClx  +  x HCl
El más importante es el diclorometano, que se utiliza principalmente como disolvente. El clorometano es un precursor de los clorosilanos y las siliconas. De importancia histórica, pero a menor escala hoy en día, tenemos el cloroformo, usado sobre todo como precursor del clorodifluorometano (CHClF2) y del tetrafluoroeteno que se utiliza en la fabricación de Teflón.

### Pesticidas
Muchos pesticidas contienen cloro. Algunos ejemplos notables son: DDT, dicofol, heptacloro, endosulfán, clordano, aldrin, dieldrin, endrina, lindano, mirex y pentaclorofenol. Estos pueden ser hidrofílicos o hidrofóbicos en función de su estructura molecular. Muchos de estos agentes han sido prohibidos en varios países, por ejemplo, mirex y aldrin.

### Aislantes
Los bifenilos policlorados (PCB), fueron en su momento de uso común como aislantes eléctricos y agentes de transferencia de calor. Su uso en general ha sido eliminado debido a problemas de salud. Los PCB fueron reemplazados por los éteres de difenilo polibromados (PBDE), que poseen una toxicidad y problemas de bioacumulación similares.

## Toxicidad
Algunos tipos de compuestos organoclorados tienen una toxicidad significativa en plantas o animales, incluyendo los seres humanos. Las dioxinas se producen cuando la materia orgánica se quema en presencia de cloro, y algunos insecticidas como el DDT son contaminantes orgánicos persistentes (COP), que suponen un peligro cuando se liberan en el medio ambiente. Por ejemplo, el DDT, que fue ampliamente usado para controlar plagas de insectos a mediados del siglo XX, también se acumula en las cadenas alimentarias, y causa problemas reproductivos (como adelgazamiento de la cáscara de huevo) en determinadas especies de aves.
Cuando los disolventes clorados, por ejemplo, el tetracloruro de carbono, no se eliminan correctamente, se acumulan en las aguas subterráneas. Algunos compuestos organoclorados altamente reactivos como el fosgeno han sido utilizados como agentes de guerra química.
Sin embargo, la presencia de cloro en un compuesto orgánico no garantiza su toxicidad. Muchos organoclorados son lo suficientemente seguros para su consumo en alimentos y medicinas. Por ejemplo, los guisantes y las habas contienen hormonas naturales vegetales cloradas ácido 4-cloroindol-3-acético (4-Cl-IAA); y el edulcorante sucralosa (Splenda) es ampliamente utilizado en productos dietéticos. En 2004, había al menos 165 compuestos organoclorados en todo el mundo aprobados para su uso como fármacos, entre ellos el antibiótico natural vancomicina, el antihistamínico loratadina (Claritin), el antidepresivo sertralina (Zoloft), los antiepilépticos lamotrigina (Lamictal), y el anestésico por inhalación isoflurano.
Rachel Carson introdujo el tema de la toxicidad del pesticida DDT en la opinión pública con su libro de 1962 Silent spring (Primavera silenciosa). Si bien muchos países han eliminado el uso de algunos tipos de compuestos organoclorados, tales como la prohibición en EE. UU. del uso del DDT, aún se sigue encontrando DDT persistente, PCBs y otros residuos de organoclorados en los seres humanos y mamíferos en todo el planeta muchos años después de que su producción y uso hayan sido limitados. En zonas del Ártico, se encuentran en particular altos niveles en los mamíferos marinos. Estas sustancias químicas se concentran en los mamíferos, e incluso se encuentran en la leche materna humana. Los machos de estas especies suelen tener niveles mucho más elevados, pues las hembras reducen su concentración en la transferencia a su descendencia a través de la lactancia materna.

## Enlaces químicos del carbono con el resto de átomos
| CH  |     |     |     |     |     |     |     |     |     |     |     |     |     |     |     |     |     | He  |
| CLi | CBe |     |     |     |     |     |     |     |     |     |     | CB  | CC  | CN  | CO  | CO  | CF  | Ne  |
| CNa | CMg |     |     |     |     |     |     |     |     |     |     | CAl | CSi | CP  | CS  | CS  | CCl | CAr |
| CK  | CCa | CSc | CTi | CV  | CCr | CMn | CFe | CCo | CNi | CCu | CZn | CGa | CGe | CAs | CSe | CSe | CBr | CKr |
| CRb | CSr | CY  | CZr | CNb | CMo | CTc | CRu | CRh | CPd | CAg | CCd | CIn | CSn | CSb | CTe | CTe | CI  | CXe |
| CCs | CBa |     | CHf | CTa | CW  | CRe | COs | CIr | CPt | CAu | CHg | CTl | CPb | CBi | CPo | CPo | CAt | Rn  |
| Fr  | CRa | Rf  | Db  | CSg | Bh  | Hs  | Mt  | Ds  | Rg  | Cn  | Nh  | Fl  | Mc  | Lv  | Lv  | Ts  | Og  |     |
|     |     | ↓   |     |     |     |     |     |     |     |     |     |     |     |     |     |     |     |     |
|     |     | CLa | CCe | CPr | CNd | CPm | CSm | CEu | CGd | CTb | CDy | CHo | CEr | CTm | CYb | CYb | CLu |     |
|     |     | Ac  | CTh | CPa | CU  | CNp | CPu | CAm | CCm | CBk | CCf | CEs | Fm  | Md  | No  | No  | Lr  |     |

| Química orgánica básica.                        | Muchos usos en Química.           |
| Investigación académica, pero no un amplio uso. | Enlace desconocido / no evaluado. |